# TyTy Washington Jr.
Tyrone Lewis Washington Jr. (Phoenix, 15 november 2001) is een Amerikaans basketballer.

## Carrière
Washington speelde een seizoen collegebasketbal voor de Kentucky Wildcats voordat hij zich kandidaat stelde voor de NBA Draft. Hij werd gekozen als 29e in de eerste ronde door de Memphis Grizzlies. Hij werd meteen geruild naar de Minnesota Timberwolves samen met Walker Kessler voor Jake LaRavia en twee draftpicks. Die zelfde dag werd hij geruild naar de Houston Rockets voor Wendell Moore Jr.. Hij speelde in de zomer van 2022 in de NBA Summer League voor de Houston Rockets. Hij speelde zijn eerste seizoen in de NBA bij Houston en kreeg ook tijd in de NBA G League voor de Rio Grande Valley Vipers waar hij acht wedstrijden speelde.
Op 8 juli 2023 werd hij geruild naar de Atlanta Hawks in een ruil waarbij ook de Los Angeles Clippers, Oklahoma City Thunder en de Memphis Grizzlies waren betrokken. Andere spelers in deze ruil waren: Usman Garuba, Alpha Kaba, Kenyon Martin, Josh Christopher, Patty Mills, Vanja Marinković (draftrechten) en Dillon Brooks. Vier dagen later werd hij opnieuw geruild ditmaal naar de Oklahoma City Thunder samen met Usman Garuba, Rudy Gay en een draftpick voor Patty Mills. In de zomer van 2023 speelde hij in de NBA Summer League voor de Oklahoma City Thunder. Op 18 augustus 2023 werd zijn contract er ontbonden maar hij tekende een paar dagen later bij de Milwaukee Bucks een two-way contract.

## Statistieken

### Regulier seizoen
| Seizoen  | Team            | WG | WS | MPW  | 2P%  | 3P%  | FW%  | RPW | APW | SPW | BPW | PPW |
| -------- | --------------- | -- | -- | ---- | ---- | ---- | ---- | --- | --- | --- | --- | --- |
| 2022/23  | Houston Rockets | 31 | 2  | 14,0 | 36,3 | 23,8 | 55,6 | 1,5 | 1,5 | 0,5 | 0,1 | 4,7 |
| Carrière | Carrière        | 31 | 2  | 14,0 | 36,3 | 23,8 | 55,6 | 1,5 | 1,5 | 0,5 | 0,1 | 4,7 |